# Occupation russe de l'oblast de Mykolaïv
- Territoire sous contrôle ukrainien
- Territoire occupé par la Russie puis récupéré par l'Ukraine
- Territoire occupé par la Russie

L'occupation russe de l'oblast de Mykolaïv, officiellement « administration militaro-civile de Nikolaïev », est une occupation militaire en cours. Elle  a commencé le 26 février 2022, après que les forces russes ont envahi l'Ukraine et attaqué la ville de Mykolaïv. Elles ont conquis et occupé des parties de l'oblast de Mykolaïv, atteignant Voznessensk en mars avant de se retirer pour se consolider dans l'extrême sud-est de l'oblast et la péninsule de Kinbourn.
Après la contre-offensive ukrainienne, la Russie ne contrôle plus que la péninsule de Kinbourn rattachée à l'administration d'occupation de l'oblast de Kherson.

## Occupation

### Administration civile militarisée
Peu de temps après avoir débuté l'invasion à partir de la Crimée au sud , les forces russes traversent le Dniepr, s'emparent de la ville de Kherson puis occupent la ville de Snihourivka, située à environ 60 km de la capitale régionale de Mykolaïv. La Russie étend ensuite son occupation aux villes environnantes près de la frontière avec l'oblast de Kherson, à plusieurs villes du parc national de la Côte Blanche de Sviatoslav et à la péninsule de Kinbourn, ces dernières étant devenues une partie de l'administration militaire et civile de l'oblast de Kherson occupée par la Russie.
Fin avril 2022, les forces russes commencent à annoncer et préparer un « référendum » afin d'intégrer les zones occupées dans la république de Crimée et nommer un gouverneur pour ces zones. Les passeports russes et les roubles commencent alors à être délivrés aux citoyens des zones occupées du sud ,.
Le 27 juin 2022, le Service de sécurité d'Ukraine affirme avoir arrêté un ancien membre du conseil municipal de Mykolaïv collaborant avec les forces russes dans l'oblast de Mykolaïv. Il envisageait la séparation de l'oblast de Mykolaïv de l'Ukraine et la création d'une enclave séparatiste soutenue par la Russie appelée la « république populaire de Mykolaïv ». Il aurait divulgué des informations sur les forces armées ukrainiennes, dans l'espoir d'obtenir un poste de direction dans l'administration occupante. Le plan était que l'enclave séparatiste existe jusqu'à la fin de la guerre de la Russie en Ukraine, puis que la « république populaire de Mykolaïv » soit annexée à la Russie. Les Russes auraient également promis au collaborateur un poste de direction dans l'administration de la « république populaire de Mykolaïv » en récompense de son travail s'ils parvenaient à occuper la région.
Le 13 août 2022, l'administration est officiellement installée,.
Le 2 septembre 2022, les forces russes ont pris la ville de Pervomaïske, qui reste la deuxième plus grande sous l'autorité de l'occupant.
Selon l'administration militaro-civile de Kherson, la péninsule de Kinbourn et le parc national de la Côte Blanche de Sviatoslav sont alors administrés par ces autorités,,.

### Proposition d'annexion russe
Le 8 août 2022, Ekaterina Goubareva, chef adjointe de l'administration civilo-militaire de Kherson, annonce l'annexion des territoires occupés de l'oblast de Mykolaïv. Elle affirme également que dans certaines villes occupées, les communications mobiles russes commencent à fonctionner, décision prise afin de fournir à la population des paiements sociaux dans les territoires « libérés », ainsi que d'établir des communications mobiles et la télédiffusion.
Le 13 août 2022, un article publié par Tass affirmait que Youriï Barbachov, « gouverneur » des territoires occupés, affirmait qu'un référendum à Snihourivka aurait lieu pour rejoindre la Russie. Le référendum serait aligné sur celui de l'oblast de Kherson.
Le 11 septembre 2022, alors que la contre-offensive ukrainienne commence, les autorités d'occupation annoncent que les référendums d'annexion proposés sont reportés « indéfiniment »,. Les localités de Mykolaïv sous occupation russe sont finalement intégrées à l'oblast de Kherson.

### Contre-offensive ukrainienne du sud
À la suite de la contre-offensive du sud de l'Ukraine, des sources affirment que les troupes russes quittent Snihourivka et évacuent la population vers la Crimée et l'oblast de Kherson occupé.  Pendant ce temps, les forces ukrainiennes reprennent Ternovi Pody (en) et Lioubomyrivka (en), à l'ouest de Tsentralne (en) occupé. Pendant ce temps, de nombreuses bases et postes de commandement de l'armée russe sont détruits dans les régions occupées de Snihourivka et Barativka.Après l'abandon de Kherson par les russes en novembre, la quasi-totalité de l'oblast est sous contrôle ukrainien, la péninsule de Kinbourn demeurant sous contrôle russe.

## Contrôle des localités

Contrôle russe de l'Ukraine au 29 août 2022.